# Samsung Galaxy (E-Sport-Team)
Samsung Galaxy  war das E-Sport-Werksteam des größten südkoreanischen Mischkonzerns Samsung und wurde am 9. Juni 2000 unter dem Namen Samsung KHAN gegründet und im September 2013 umbenannt in Samsung Galaxy.

## Geschichte

### StarCraft
Das Team wurde 2000 gegründet und war eines der KeSPA-Proleague-Teams in StarCraft: Broodwar und dessen Nachfolger Starcraft 2. Im Jahr 2008 gewann das Team die Proleague und wurde in der Kategorie eSports Team of the Year bei den eSports Awards nominiert, musste sich allerdings dem dänischen Counter-Strike-Team vom deutschen Clan mTw geschlagen geben.
Auch in Einzelturnieren konnten die Mitglieder des Teams Erfolge sammeln, allen voran die Protoss-Spieler Stork und JangBi gehörten in StarCraft:Brood War zu den erfolgreichsten Spielern überhaupt. Stork gewann unter anderem die World Cyber Games (WCG) 2007 und eine OSL (2008). Er erreichte darüber hinaus drei weitere OSL- und zwei weitere WCG-Finals, in denen er unterlag. JangBi gewann zum Ende der Brood-War-Zeit (2011 und 2012) unter anderem zwei OSL-Finals
In StarCraft 2 gewann RorO 2013 die Global StarCraft II League (GSL) Season 1. Solar gelangen während seiner Zeit bei Samsung Galaxy drei DreamHack-Turniersiege (2014 und 2015 in Stockholm sowie die Dreamhack Winter in Jönköping 2015) und der Gewinn der StarCraft II Starleague (SSL) Season 2 2016.

### League of Legends
2013 wurde die League-of-Legends-Abteilung von MVP verpflichtet. Im Raum steht eine Ablösesumme im deutlich sechsstelligen Dollar-Bereich für beide MVP-Teams („Ozone“ und „Blue“). MVP Ozone hatte sich im Vorfeld für die mit über 2 Millionen Dollar dotierte Riot League of Legends World Championship qualifiziert. Unter dem neuen Teamnamen Samsung Galaxy Ozone schied das Team überraschend in der Gruppenphase aus.
Beim OGN Champions Winter 2013/14 belegte Samsung Ozone den Zweiten Platz und musste sich nur dem Weltmeister SK Telecom T1 geschlagen geben. In der folgenden OGN Spring-Season 2014 belegte Samsung Blue den ersten Platz, nachdem sie im Halbfinale das teaminterne Duell gegen Ozone gewannen. Nach der Saison wechselte das Ozone-Team den Namen und hieß fortan Samsung White. In der OGN Summer-Season kam es erneut zum Aufeinandertreffen beider Samsung-Teams im Halbfinale. Wieder gewann Blue, unterlag dann im Finale jedoch den KT Rolster Arrows.
Für den Saisonhöhepunkt 2014, der Weltmeisterschaft in Korea, qualifizierten sich beide Teams. Zum dritten Mal innerhalb eines Jahres trafen beide Teams im Halbfinale eines großen Turniers aufeinander. Diesmal konnte White einen überzeugenden Sieg einfahren und bezwang Blue glatt mit 3:0. Im Finale sicherte sich Samsung White durch einen 3:1-Sieg über das chinesische Team StarHorn Royal Club den Hauptpreis von einer Million Dollar. Supportspieler Cho „Mata“ Se-hyoung wurde zudem zum MVP des Turniers gekürt. Nach der Weltmeisterschaft zerfielen beide Teams, da die meisten Spieler hochdotierte Angebote von chinesischen Teams annahmen. 2015 spielte Samsung daher mit einem völlig neuen Team.
Bei der Riot League of Legends World Championship 2017 bezwang Samsung Galaxy den Rekordweltmeister SK Telecom T1 im Finale mit 3:0. Mit diesem Ergebnis verabschiedete sich Samsung aus dem kompetitiven Bereich für League of Legends. KSV eSports kaufte das gesamte Team nach dem Titelgewinn auf.

### Sonstige
In der Vergangenheit stellte das Team auch Spieler in den Disziplinen FIFA, Quake III, Age of Empires II und WarCraft III.

## Spieler

### StarCraft / StarCraft II (Auswahl)
- Song „Stork“ Byung-gu (Protoss, seit 2004–2016)
- Lee „firebathero“ Sung-eun (Terraner, 2005–2011)
- Heo „JangBi“ Yeong-moo (Protoss, 2007–2013)
- Shin „RorO“ No-yeol (Zerg, 2011–2014)
- Kang „Solar“ Min-soo (Zerg, 2012–2016)
- Beak „Dear“ Dong-jun  (Protoss, 2014–2016)
- Nam „Hurricane“ Ki-woong  (Protoss, 2014–2016)

### League of Legends
| Samsung Galaxy White/Ozone (Weltmeister-Team 2014) - Jang „Looper“ Hyeong-seok (Top) - Choi „DanDy“ In-kyu (Jungle) - Heo „PawN“ Won-seok (Mid) - Gu „imp“ Seung-bin (AD Carry) - Cho „Mata“ Se-hyoung (Support) | Samsung Galaxy Blue (WM-Halbfinalist 2014) - Choi „Acorn“ Cheon-ju (Top) - Lee „Spirit“ Da-yoon (Jungle) - Bae „dade“ Uh-Jin (Mid) - Kim „Deft“ Hyuk-kyu (AD Carry) - Lee „Heart“ Gwan-hyoung (Support) | Samsung Galaxy (Weltmeister-Team 2017) - Lee „cuvee“ Seong-jin (Top) - Kang „Ambition“ Chan-yong (Jungle) - Kang „Haru“ Min-seung (Jungle) - Lee „Crown“ Min-ho (Mid) - Park „Ruler“ Jae-hyuk (AD Carry) - Jo „CoreJJ“ Yong-in (Support) |

## Erfolge (Auswahl)

### StarCraft (als Team)
- 2. Platz: Shinhan Bank Proleague – 2007
- 1. Platz: Shinhan Bank Proleague – 2008
- 2. Platz: SK Planet Proleague Season 2 – 2011/12

### League of Legends
Samsung Galaxy Ozone/White
- 9.–10. Platz: Riot League of Legends World Championship Season 3
- 2. Platz: OGN Champions Winter 2013/14
- 3. Platz: OGN Champions Spring 2014
- 3. Platz: OGN Champions Summer 2014
- 1. Platz: Riot League of Legends World Championship Season 4

Samsung Galaxy Blue
- 5.–8. Platz: OGN Champions Winter 2013/14
- 1. Platz: OGN Champions Spring 2014
- 2. Platz: OGN Champions Summer
- 3.–4. Platz: Riot League of Legends World Championship Season 4

Samsung Galaxy
- 2. Platz: Riot League of Legends World Championship Season 6
- 1. Platz: Riot League of Legends World Championship Season 7